# AVG Antivírus
AVG AntiVirus, AVG (Anti-Virus Guard) é um software antivírus para as plataformas de computadores Microsoft Windows, Linux, Mac OS, Android e iOS, desenvolvida pela AVG Technologies, uma empresa fundada na República Checa anteriormente conhecida como Grisoft.
Em 7 de julho de 2016, a Avast anunciou um acordo para adquirir a AVG por 1,3 bilhões de Dólares.

## História
A marca AVG vem do primeiro produto da Grisoft, o Anti-Virus Guard, lançado em 1992 na República Tcheca. Em 1997, as primeiras licenças do AVG foram vendidas na Alemanha e no Reino Unido. O AVG foi introduzido nos EUA em 1998.
O AVG Free Edition ajudou a aumentar a conscientização sobre a linha de produtos AVG. Em 2006, o pacote de segurança do AVG cresceu para incluir anti-spyware quando a AVG Technologies adquiriu a Ewido Networks, um grupo anti-spyware. A AVG Technologies adquiriu o Exploit Prevention Labs (XPL) em dezembro de 2007 e incorporou a tecnologia de busca e navegação segura LinkScanner da empresa na linha de produtos de segurança AVG 8.0 lançada em março de 2008. Em janeiro de 2009, a AVG Technologies adquiriu a Sana Security, desenvolvedora de software de prevenção para roubo de identidade. Este software foi incorporado à linha de produtos de segurança AVG em março de 2009.

## Descrição
A segurança do AVG é centralizada no antivírus, e limita a isso. Uma novidade  do AVG é o Social Networking Protection, dedicado a encontrar links compartilhados dentro das redes sociais Facebook e MySpace. A procura é feita em tempo real para evitar a proliferação de links nocivos dentro desse tipo de ambiente tão comum atualmente.

## LinkScanner
Esta nova ferramenta do AVG que foi adicionada desde a versão 8.0 para proteger você das páginas maliciosas, ou seja ele verifica por vírus em todas as páginas da Web, ele também verifica os resultados de pesquisas dos buscadores populares, colocar a cor verde para seguro e vermelho para risco.

## Curiosidades

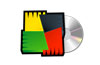
AVG Rescue 9.0

- O logo do AVG tem as mesmas cores da logo do Windows, inclusive seguindo a ordem de cores, porem de cabeça para baixo;
- O motor anti-spyware do AVG foi considerado um fracasso para os produtores da antiga Ewido Software.